# Raphael Gualazzi
Raphael Gualazzi (ur. 11 listopada 1981 w Urbino) – włoski pianista i piosenkarz bluesowy i jazzowy.
Zwycięzca 61. Festiwalu Piosenki Włoskiej w San Remo (2011). Zdobywca drugiego miejsca dla Włoch w finale 56. Konkursu Piosenki Eurowizji (2011).

## Młodość
Studiował w Konserwatorium Muzycznym im. Gioacchino Rossiniego w Pesaro w klasie fortepianu. Po ukończeniu studiów zaczął poszukiwać własnej drogi artystycznej – skupił się na muzyce jazzowej, bluesowej i fusion. W 2005 zaczął występować na festiwalach muzycznych, takich jak Fano Jazz, Java Festival of Jakarta and Argo Jazz czy Ravello International Festival.

## Kariera muzyczna
We wrześniu 2005 wydał pierwszy album studyjny pt. Love Outside the Window, który był dystrybuowany przez Edel Music. W 2008 nagrał własną wersję przeboju Raya Charlesa „Georgia on My Mind”, która została umieszczona na kompilacji pt. Piano Jazz, wydanej we Francji przez wytwórnię Wagram Music.
We wrześniu 2010 wydał epkę, zatytułowaną po prostu Raphael Gualazzi, która ukazała się we Włoszech i w innych krajach Europy. Na krążku umieścił między innymi cover piosenki Fleetwood Mac „Don’t Stop” oraz trzy premierowe piosenki własnego autorstwa. Wśród nich znalazł się singiel „Reality and Fantasy”, który następnie został wydany w remiksie francuskiego DJ-a Gillesa Petersona.
W lutym 2011 zwyciężył z piosenką „Follia d’amore” w finale Festiwalu Piosenki Włoskiej w San Remo. Utworem promował drugi album studyjny pt. Reality and Fantasy, który wydał 16 grudnia dzięki wytwórni Sugar Music. Podczas finału festiwalu ogłoszono, że z utworem będzie reprezentował Włochy podczas 56. Konkursu Piosenki Eurowizji organizowanego w Düsseldorfie. Został tym samym pierwszym reprezentantem kraju w konkursie po 13-letniej przerwie w udziale. Przed wyjazdem na konkurs nagrał anglojęzyczną wersję piosenki „Follia d’amore” („Madness of Love”) i zaśpiewał ją w maju podczas finału konkursu; zajął drugie miejsce.
W 2013 ponownie zgłosił się do udziału w Festiwalu Piosenki Włoskiej w San Remo, tym razem z utworami „Senza ritegno” i „Sai (ci basta un sogno)”. Z tą drugą zajął piąte miejsce w koncercie finałowym. W lutym wydał trzeci album studyjny pt. Happy Mistake, który zdobył status złotej płyty we Włoszech. Album ukazał się również w reedycji, wzbogaconej o cztery dodatkowe piosenki. W październiku wydał epkę pt. Rainbows.
W 2014 wraz z zespołem The Bloody Beetroots wystartował w stawce konkursowej 64. Festiwalu Piosenki Włoskiej w San Remo z utworami „Tanto ci sei” i „Liberi o no”. Z tym drugim zajął drugie miejsce w koncercie finałowym. W tym czasie wydał również trzecią epkę pt. Accidentally on Purpose – Sanremo's Festival 2014, zawierającą obie propozycje konkursowe, a także ich wersje instrumentalne.
7 lutego 2020 wydał kolejny album studyjny pt. Ho Un Piano. Promował go singlem „Carioca", z którym wystąpił w finale 70. Festiwalu Piosenki Włoskiej w San Remo.

## Dyskografia
Albumy studyjne
| Tytuł                   | Szczegóły                                                                          | Pozycja na liście | Pozycja na liście | Pozycja na liście | Certyfikat      |
| Tytuł                   | Szczegóły                                                                          | ITA               | AUT               | GER               | Certyfikat      |
| ----------------------- | ---------------------------------------------------------------------------------- | ----------------- | ----------------- | ----------------- | --------------- |
| Love Outside the Window | - Wydany: 16 września 2005 - Wytwórnia: Edel Music - Format: CD, digital download  | 44                | —                 | —                 | —               |
| Reality and Fantasy     | - Wydany: 16 lutego 2011 - Wytwórnia: Sugar Music - Format: CD, digital download   | 4                 | 53                | 49                | - FIMI: Platyna |
| Happy Mistake           | - Wydany: 14 lutego 2013 - Wytwórnia: Sugar Music - Format: CD, digital download   | 5                 | —                 | —                 | - FIMI: Złoto   |
| Love Life Peace         | - Wydany: 23 września 2016 - Wytwórnia: Sugar Music - Format: CD, digital download | 4                 | —                 | —                 | - FIMI: Złoto   |
| Ho Un Piano             | - Wydany: 7 lutego 2020 - Wytwórnia: Sugar Music - Format: CD, digital download    | 34                | —                 | —                 | —               |

Minialbumy (EP)
| Tytuł                                             | Szczegóły                                                                          |
| ------------------------------------------------- | ---------------------------------------------------------------------------------- |
| Raphael Gualazzi                                  | - Wydany: 28 września 2010 - Wytwórnia: Sugar Music - Format: digital download     |
| Rainbows                                          | - Wydany: 29 października 2013 - Wytwórnia: Sugar Music - Format: digital download |
| Accidentally on Purpose - Sanremo's Festival 2014 | - Wydany: 20 lutego 2014 - Wytwórnia: Sugar Music - Format: digital download       |

Single
- 2010: „Reality and Fantasy”
- 2010: „Don't Stop”
- 2011: „Follia d'amore”/„Madness of Love”
- 2011: „A Three Second Breath”
- 2011: „Zuccherino dolce”
- 2011: „Calda estate (dove sei)”
- 2011: „Love Goes Down Slow”
- 2013: „Senza ritegno”
- 2013: „Sai (ci basta un sogno)”
- 2014: „Liberi o no” (z The Bloody Beetroots)
- 2014: „Tanto ci sei” (z The Bloody Beetroots)
- 2016: „L'estate di John Wayne”
- 2016: „Lotta Things”
- 2020: „Carioca"